# Fondazione Fritz Thyssen
La Fondazione Fritz Thyssen è una fondazione di beneficenza indipendente di diritto privato con sede a Colonia. Sorta il 7 luglio 1959 in memoria dell'imprenditore tedesco August Thyssen, ha come scopo il sostegno ai giovani scienziati ed ai progetti di ricerca.

## Scopo del finanziamento
La Fondazione Fritz Thyssen sorse per iniziativa privata il 7 luglio 1959 con lo scopo di promuovere la scienza e la ricerca. È stata la prima grande fondazione privata per la promozione della scienza e della ricerca fondata nella Repubblica Federale Tedesca dopo la fine della seconda guerra mondiale.
Secondo il suo statuto, l'unico scopo della Fondazione è quello di fornire sostegno diretto alla scienza e alla ricerca nelle università e negli istituti di ricerca con particolare attenzione ai giovani ricercatori. L'attenzione della Fondazione si rivolge principalmente al territorio della Germania, ma non si tratta d'una attenzione esclusiva dato che la Fondazione estende le sue funzioni anche al di fuori dei confini nazionali tedeschi.
Dal 1961, anno in cui la Fondazione ha incominciato la sua attività reale, la Fondazione Fritz Thyssen si dimostra un collaboratore affidabile per i ricercatori che lavorano nel campo delle scienze umane, delle scienze sociali e della medicina. Originariamente finanziata da un pacchetto azionario della August Thyssen-Hütte AG del valore nominale di 100 milioni di marchi tedeschi, ha contribuito con circa 605 milioni di euro alla ricerca accademica presso università e centri di ricerca senza scopo di lucro.
La Fondazione Fritz Thyssen sostiene la ricerca nei campi della storia, della lingua, della cultura, dello Stato, dell'economia, della società e della medicina, dedicando particolare attenzione al sostegno rivolto ai giovani ricercatori. L'assegnazione di borse di studio ai dottorandi ed il finanziamento di posti di personale nei progetti contribuiscono a gettare le basi materiali per il lavoro scientifico.
Nel portare avanti il suo fine, la Fondazione collabora anche con altre istituzioni; un esempio in tal senso è il premio "Humanities International", assegnato insieme al Börsenverein des Deutschen Buchhandels ed al Ministero degli Esteri tedesco, il cui premio in denaro viene investito nella traduzione in inglese delle opere premiate nelle scienze umane e negli studi culturali.

## Storia
Amélie Thyssen e sua figlia Anita, contessa Zichy-Thyssen, fondarono il 7 luglio 1959 la Fondazione come fondazione di beneficenza indipendente di diritto privato con sede a Colonia. Nel 1960 trasferirono alla Fondazione il ricavato, e nel 1964 la proprietà, d'un pacchetto azionario della August Thyssen-Hütte AG del valore nominale di 100 milioni di marchi tedeschi. Amélie Thyssen istituì la Fondazione in memoria di suo marito August Thyssen, morto nel 1951.
Nel 1972 la fondazione acquisì parte del Palazzo Barbarigo della Terrazza, che divenne sede del Centro Studi Germanici a Venezia.
Nei nuovi Länder federali, la fondazione ha finanziato oltre un centinaio di progetti e ha accompagnato lo sviluppo dell'unità giuridica tedesca in sette gruppi di lavoro scientifici. Con sovvenzioni su invito, ha dato ai giovani scienziati della DDR l'opportunità di integrarsi nel sistema scientifico della Germania occidentale prima della riunificazione.

## Sede

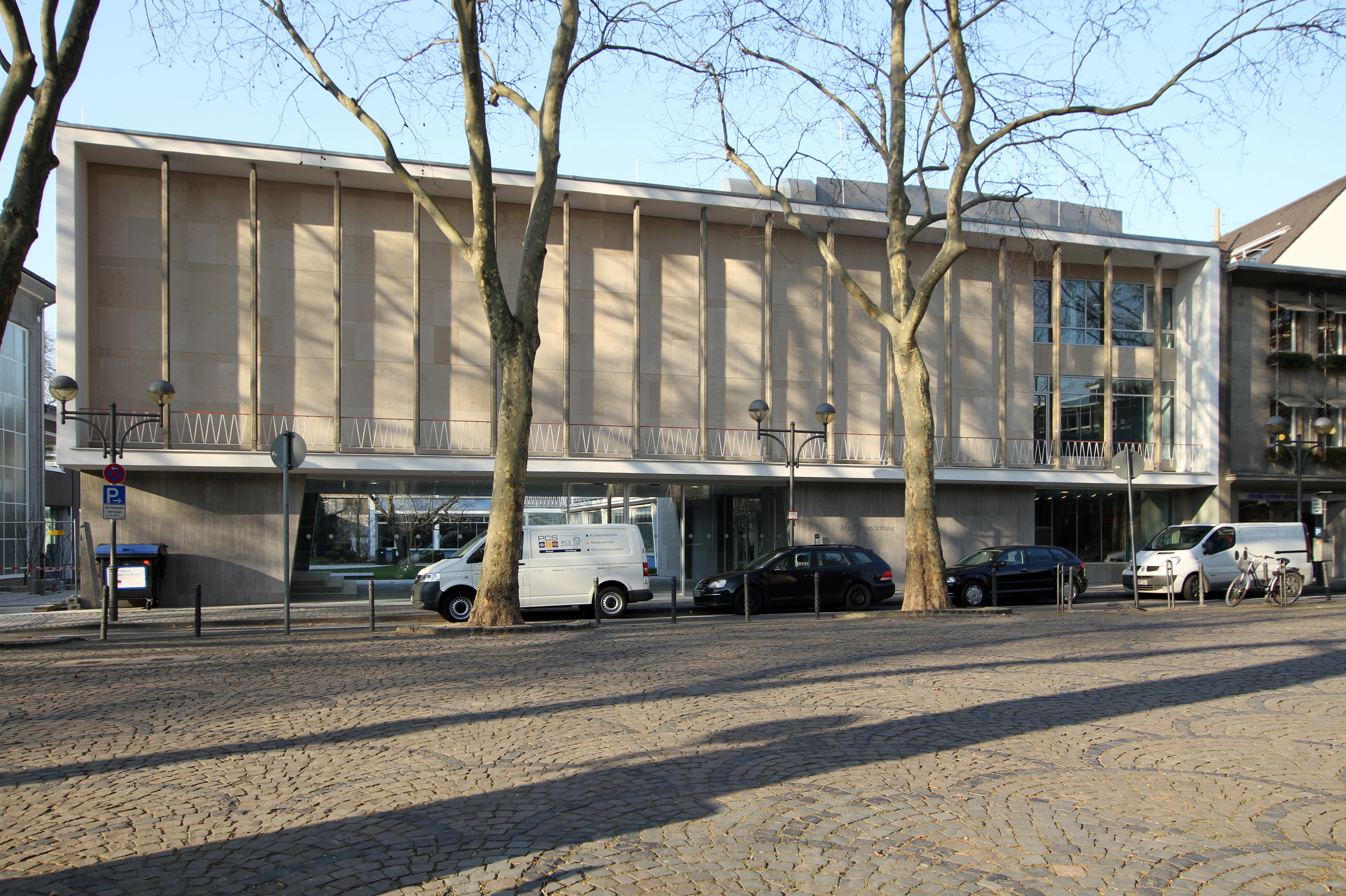
Colonia, Apostelnkloster 13-15. Ex Amerika Haus, oggi sede della Fondazione Fritz

Nel 2007, la fondazione ha acquisito l'ex Amerika Haus a Colonia, che ora è un edificio storico. Al complesso edilizio esistente è stata aggiunta una mensola per uffici a due piani a ovest e una sala conferenze a un piano a nord.

## Organi di amministrazione
- Presidente del Consiglio di fondazione: Werner Wenning
- Presidente del comitato consultivo scientifico: Christoph Markschies
- Consiglio di amministrazione: Frank Suder

## Scienze umanistiche internazionali
"Con il Humanities International Award - Prize for the Promotion of the Translation of Humanities Literature, il Börsenverein des Deutschen Buchhandels, la Verwertungsgesellschaft Wort, il Foreign Office e la Fritz Thyssen Foundation promuovono la traduzione in inglese di opere eccezionali nel campo delle scienze umane e sociali. Il premio è legato al finanziamento delle spese di traduzione. "
Il premio viene assegnato dal 2008. L'obiettivo del finanziamento per la traduzione è di contribuire alla diffusione mondiale dei risultati della ricerca nelle discipline umanistiche dalla Germania e allo stesso tempo di preservare il tedesco come lingua scientifica e lingua della prima pubblicazione di opere umanistiche.
Vincitori del premio nel 2013
- Franz Mauelshagen
- Börries Kuzmany
- Daniel Barben
- Martin Mulsow
- Marie Luise Knott
- Christoph Kreutzmüller
- Christine Hatzky
- Michael Zeuske
- Jan Plamper
- Martin Geck
- Ulrich Broeckling
- Wolfgang Streeck
- Martina Loew